# Thignica

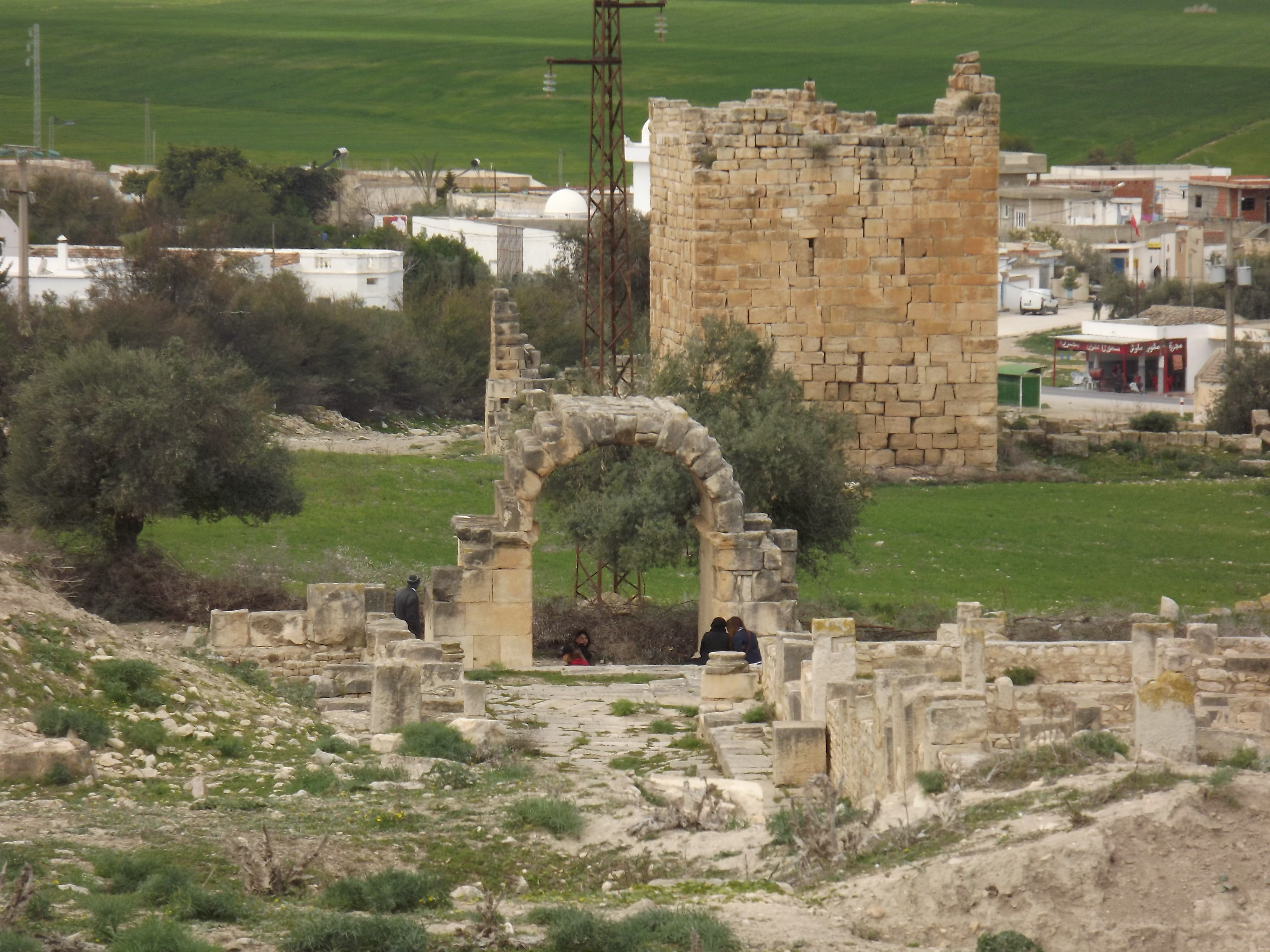
Thignica

Thignica war eine römische Stadt in der Provinz Africa proconsularis, heute die Ruinenstätte Aïn Tounga in Tunesien.

## Geschichte
Zwischen 198 und 204 wurde Thignica Municipium („Municipium Septimium Aurelium Antoninianum Herculeum Frugiferum Thignica“). In der Spätantike war Thignica Bischofssitz, darauf geht das Titularbistum Thignica der römisch-katholischen Kirche zurück. Im Zuge der byzantinischen Rückeroberung Nordafrikas wurde unter Justinian I. in Thignica eine Festung errichtet.